# Alchemilla albanica
Alchemilla albanica é uma espécie de rosácea do gênero Alchemilla, pertencente à família Rosaceae.